# 新布赫區

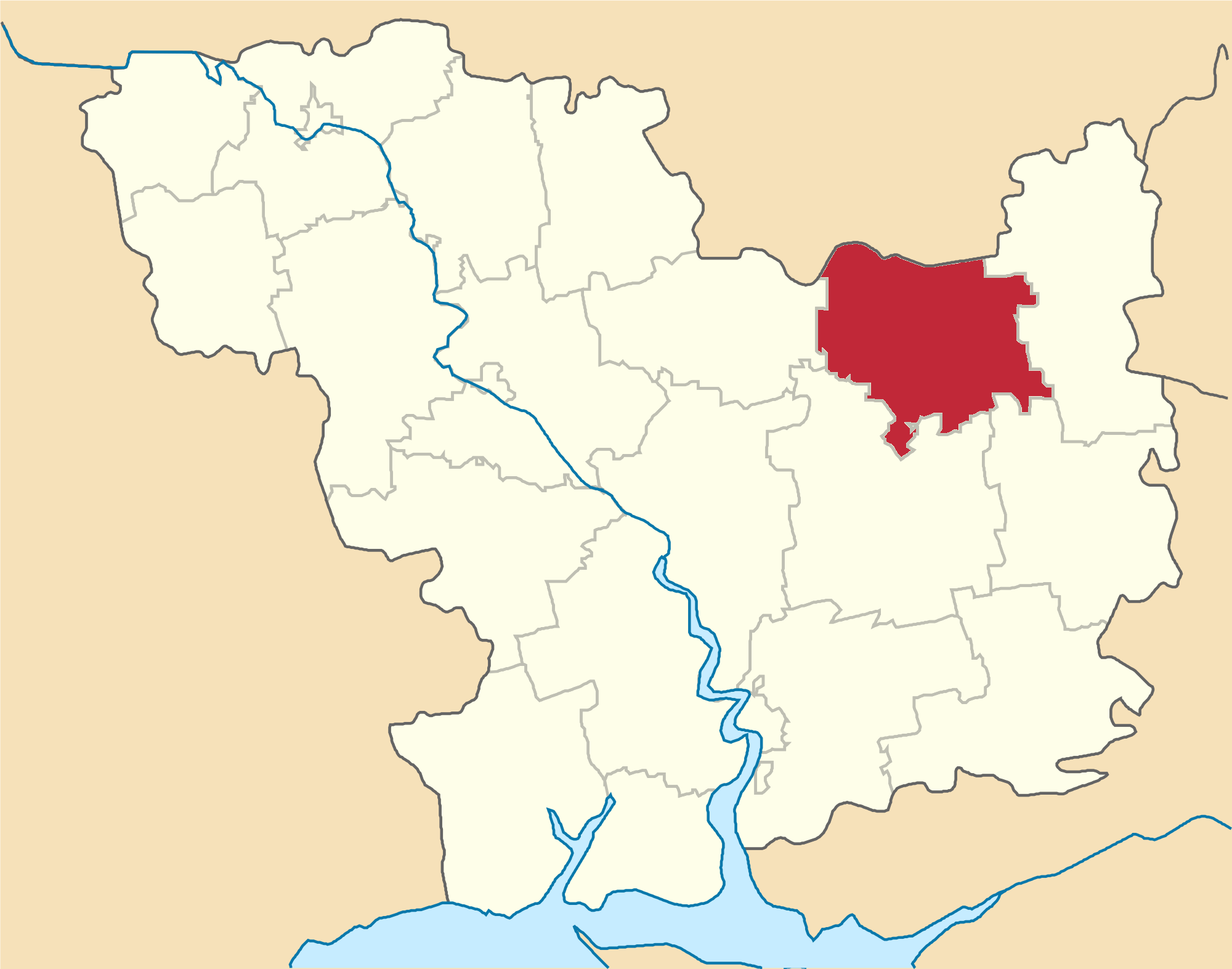

新布赫區（烏克蘭語：Новобузький район）是位於烏克蘭南部尼古拉耶夫州的舊區，首府設於新布赫，並於2020年被撤銷。該區面積1,243平方公里，2013年人口31,561，人口密度每平方公里25.39人。